# Гекстедт-ім-Фіхтельгебірге
Гекстедт-ім-Фіхтельгебірге (нім. Höchstädt im Fichtelgebirge) — громада в Німеччині, розташована в землі Баварія. Підпорядковується адміністративному округу Верхня Франконія. Входить до складу району Вунзідель. Складова частина об'єднання громад Тірсгайм.
Площа — 14,95 км2. Населення становить 1056 ос. (станом на 31 грудня 2020).